# Tarbat House

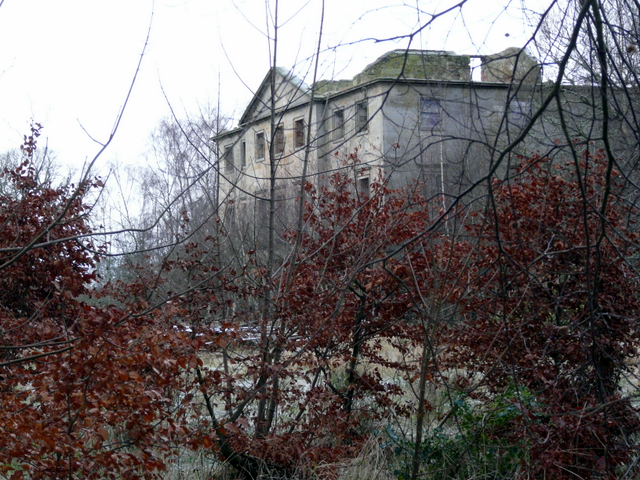
Tarbat House 2008

Tarbat House ist ein Landhaus etwa 500 Meter entfernt vom Dorf Milton in der schottischen Council Area Highland. Historisch lag sie in der Grafschaft Ross-shire. Das dreistöckige Haus im klassizistischen Stil wurde 1787 Architekten James McLeran aus Edinburgh für John Mackenzie, Lord MacLeod erbaut und Historic Scotland hat es als historisches Bauwerk der Kategorie A gelistet.

## Geschichte

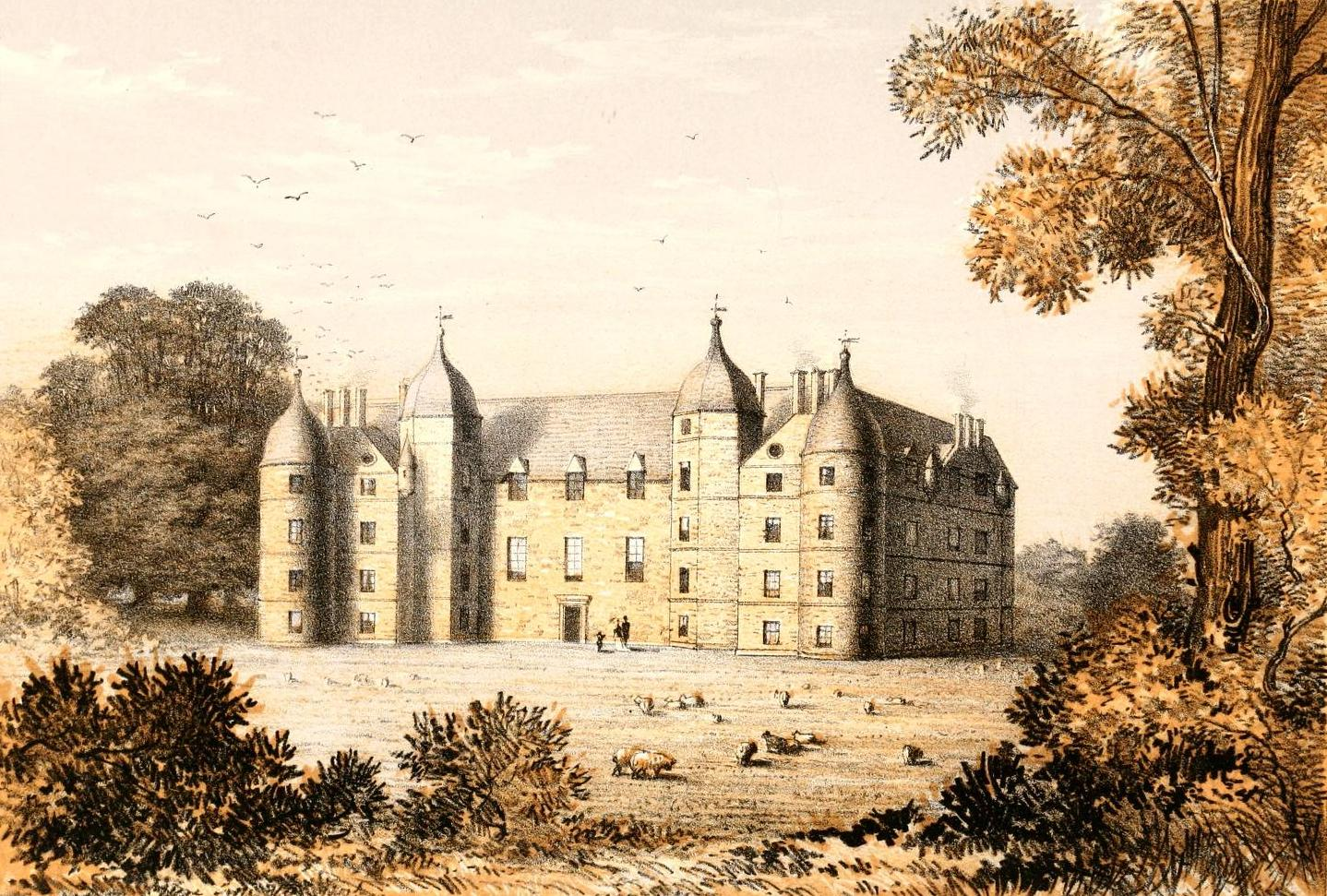
George Mackenzies Landhaus, das vorher anstelle des heutigen Hauses stand

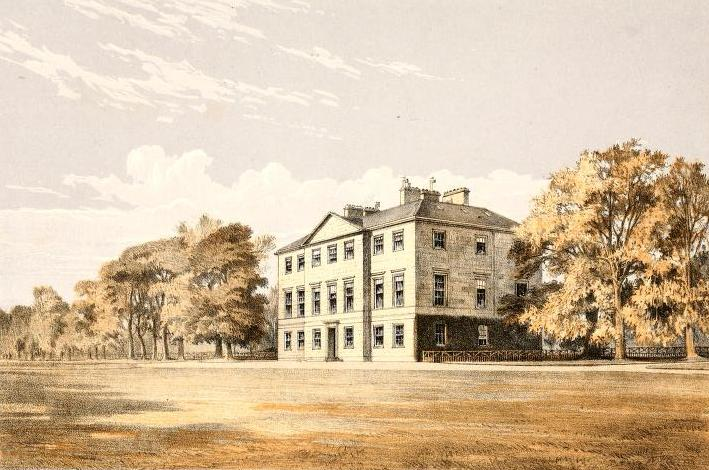
Tarbat House in einer Illustration von 1876

Das heutige Tarbat House wurde anstelle eines früheren Landhauses gebaut, das für George Mackenzie, 1. Earl of Cromartie Ende des 17. Jahrhunderts anstelle des abgerissenen Milntown Castle erstellt worden war. Als George Mackenzie 1656 das Anwesen von Milntown gekauft hatte, hatte er es in New Tarbat, nach dem ursprünglichen Familiensitz Tarbat Castle bei Portmahomack, umbenannt. Einige Überreste von George Mackenzies Landhaus wurden in das neue Landhaus integriert.
Lord MacLeod ließ gleichzeitig mit dem Bau des neuen Landhauses Tausende von neuen Wald- und Tannenbäumen auf dem Anwesen anpflanzen. Einige Abschlussarbeiten am neuen Haus waren noch unvollendet, als der Lord 1789 nach jahrelanger, schwerer Krankheit verstarb. Die restlichen Arbeiten wurden nach seinen Plänen unter der Regie seines Vetters und Nachfolgers, Kenneth Mackenzie, abgeschlossen.
Sir George Steuart MacKenzie beschrieb 1810 das Haus, wie folgt:

„Tarbat House ist äußerlich ganz einfach. Innen gibt es einige schöne Räume. Ein großer Teil des vorhandenen Platzes wurde vom Architekten dazu genutzt, sich in großen Räumen und einem geräumigen Treppenhaus zu ergehen. Diese sind in den Sommermonaten sehr angenehm, sind aber für lange und öde Winter kaum geeignet. Die Räume sind elegant proportioniert und von den Fenstern der wichtigsten Räume hat man einen guten Blick auf Cromarty.“

Tarbat House blieb bis zum Tod von Sibell Lilian MacKenzie 1962 im Eigentum der Familie. Die Royal Commission on the Ancient and Historical Monuments of Scotland stellte das Anwesen 1963 in das Buildings-at-Risk-Register ein und Historic Scotland hat es als historisches Bauwerk der Kategorie A gelistet.
Eine Brandstiftung beschädigte das Haus 1987 schwer, wobei das gesamte Dach zerstört wurde. Der Ostflügel wurde inzwischen wieder restauriert, aber der Rest des Hauses befindet sich in verfallenem Zustand. Seit 2014 befinden sich Tarbat House und das reduzierte Anwesen wieder in privater Hand.